# Deron Quint
Deron Quint, född 12 mars 1976 i Durham, New Hampshire, är en amerikansk professionell ishockeyback som spelar för Traktor Tjeljabinsk i KHL.
Quint valdes av Winnipeg Jets i andra rundan i NHL-draften 1994. Quint har meriter från DEL, KHL samt NHL där han har spelat 463 matcher för ett flertal klubbar.

## Spelarkarriär
- Seattle Thunderbirds 1993–1995
- Springfield Falcons 1995–1998
- Winnipeg Jets 1995–96
- Phoenix Coyotes 1996–2000, 2002–03
- New Jersey Devils 1999–00
- Syracuse Crunch 2000–01
- Columbus Blue Jackets 2000–2002
- Chicago Blackhawks 2003–04
- HC Bolzano 2004–05
- Kloten Flyers 2005–06
- Eisbären Berlin 2005–2009
- New York Islanders 2006–07
- Neftechimik Nizjnekamsk 2009–10
- Traktor Tjeljabinsk 2010–2013
- Spartak Moskva 2013–2014
- CSKA Moskva 2014
- Traktor Tjeljabinsk 2014–